# Phrynopus peruanus
Phrynopus peruanus és una espècie de granota de la família del leptodactílids. Només es coneix de la seva localitat tipus al centre del Perú, a la Serralada Oriental, a la puna del Maraynioc, a la Vall de Vitoc, Regió de Junín. Al desembre del 2005 es va retrobar l'espècie (4 individus) després que no se'n tingués notícia des del segle xix; posteriorment es van trobar set exemplars més el 2012.
Viuen a la puna. Els mascles i les femelles s'han trobat dins dels manats de la planta Stipa icchu al costat d'un petit rierol en una zona pantanosa, durant la tarda. Els mascles criden des de l'interior d'aquests manats. Aquesta espècie presumiblement diposita els ous dins de la planta.